# Гейворд Августус Гарві
Ге́йворд Авгу́стус Га́рві (англ. Hayward Augustus Harvey; 17 січня 1824, Джеймстаун, штат Нью-Йорк, США — 28 серпня 1893, Орандж, штат Нью-Джерсі) — американський винахідник, який протягом усієї своєї діяльності отримав 125 патентів на винаходи. Найважливішими серед них є метод вальцювання різі на гвинти та спосіб зміцнення броні, названий його іменем «гарвеїзація» (англ. «Harveyizing»), а також броня Гарві, зміцнена за цим способом.

## Життєпис
Гейворд Августус Гарві народився 17 січня 1824 року в Джеймстауні в штаті Нью-Йорк.

### Батьки
Його батько бригадний генерал Томас Вільям Гарві (22 липня 1795, Вордсборо, штат Вермонт — 5 червня 1854, Кейнен, штат Коннектикут) був піонером у механічних винаходах і застосуванні оригінальних автоматичних пристроїв. Набувши в юності досвід ковальського ремесла, він уже в двадцять років отримав визнання як вправний механік. 28 березня 1811 року одружився з Меліндою Ворд (28 липня 1795, Довер, штат Вермонт — 6 вересня 1850, Нью-Йорк), дочкою Джона Хея Ворда з Довера. 1815 року він за контрактом поїхав до нещодавно заснованого (1807 року) Джеймстауну, щоб встановити обладнання на новій бавовняній фабриці. Обладнання для бавовняної фабрики так і не надійшло, але поселенці села запросили його залишитися, запропонувавши йому ділянку землі під забудову. Там він побудував будинок, кузню і став сільським ковалем. Сюди він привіз молоду дружину Мелінду, там у них народилися доньки Сара Артемізія (25 серпня 1816 — 14 серпня 1880) та Мері Шарлотта (5 червня 1831 — 5 травня 1864), а також син Гейворд Августус.
Батько Гейворда брав активну участь у розвитку молодого містечка на березі живописного озера Чотоква, організував залізничний оркестр і став його капітаном; згодом 1833 року був призначений бригадним генералом двадцять шостої дивізії піхоти Сил оборони штату — Нью-Йоркської гвардії. Разом зі своїм братом Чарльзом побудував більшість машин для молодих промисловців Джеймстауна. 1832 року Томас Гарві, винайшовши верстат для виготовлення гвинтів, разом із сім'єю переїхав на схід штату Нью-йорк в Рамапо, через декілька років у Пукіпсі (Нью-Йорк), де створив успішну гвинтову промисловість, розробив та вдосконалив багато інших винаходів, зокрема створив преси для карбування, пресування цегли, агрегати для виготовлення підков, шпильок, розпилювання дерева.

### Освіта
Гейворд Августус Гарві відвідував школу в Джеймстауні до дев'яти років, пізніше він не мав доступу до шкільної науки довший час, коли сім'я проживала в Рамапо. Коли йому було дванадцять років, сім'я переїхала до Пукіпсі, і він розпочав відвідувати школу «Академія на пагорбі» (англ. The Academy on the Hill), а пізніше вступив до школи в Нью-Полці з метою підготовки до Єльського коледжу. Однак ця мета не була досягнута через велику фінансову депресію кінця тридцятих років, яка завадила його батькові здійснити план, який він плекав щодо освіти сина. Замість вступу до коледжу Гейворд пішов на фабрику батька в Пукіпсі, де вивчав і практикував креслення та різні галузі машинобудування. З іншого боку жодна школа чи коледж того часу не могли дати йому тих знань з механіки та металургії, які він отримав, будучи безпосереднім учасником експериментів батька — досвідченого механіка свого часу. Його навчання за спеціальностями, яким він присвятив усе своє життя, від самого початку було винятково практичним. Найбільший вплив на його професійне становлення мав батько й атмосфера підприємницької діяльності, у якій він зростав.
У родині всі любили музику, сестри отримали добру музичну освіту, а Гейворд у дитинстві міг грати на кількох музичних інструментах, дуже полюбив церковну музику, зберігаючи це захоплення протягом усього свого життя. Музика, спів, гра на фортепіано були його відпочинком у напружених ситуаціях життя, коли турбували бізнесові справи, невдачі на виробництві тощо.

### Сімейне життя
29 грудня 1849 року Гейворд А. Гарві одружився з Мері Матильдою Вінант (6 березня 1829 — 28 червня 1857), донькою Корнеліуса Вінанта. Після весілля молоді люди поїхали жити в Сомервілл (штат Нью-Джерсі), де Гейворд очолив дротяну фабрику. Незабаром вони 1950 року вони повернулися до Нью-Йорку, де Гарві заснував дротяну фабрику. Дружина супроводжувала його у всіх переїздах, пов'язаних із його діяльністю. Подружжя мало сина Томаса Вільяма. 26 червня 1857 року його дружина Мері померла.
21 червня 1865 року Гейворд Гарві одружився з Емілі Еліс Гелсі (3 червня 1847 — 8 серпня 1934), донькою морського капітана Чарльза Гелсі з Бриджгемптона (штат Нью-Йорк). Після другого одруження він оселився з дружиною в Оранджі, де залишався до своєї смерті 28 серпня 1893 року. У цьому шлюбі 9 серпня 1869 року народився син Чарльза Голсі, який помер у місячному віці, і 3 листопада 1870 року — другий син Гейворд Аугустус.

## Винахідницько-підприємницька діяльність
Гейворд А. Гарві не мав ґрунтовних наукових знань, тому в своїй діяльності мало користувався теоретичними чи науково обґрунтованими міркуваннями, але володів допитливим розумом винахідника, був талановитим експериментатором. Його експерименти не завжди давали практичні результати, але були скеровані на перспективу, як, зокрема, магнітна сепарація залізної руди чи виробництво сталі прямим відновленням з руди. Свою практичну діяльність він розпочав у тій галузі машинобудування, яку розвивав його батько. Після створення Нью-Йоркської гвинтової компанії, президентом якої був його батько, він вступив на службу в цю компанію креслярем. Тут він зробив свій перший винахід: автоматичний верстат для згинання дроту в глухі скоби. Проблема удосконалення і розвитку виробництва глухих скоб не покидала його ще більше двадцяти років. Приблизно в той час він також винайшов косарку, за що отримав срібну медаль на виставці Американського інституту 1847 року.
Відразу після одруження 29 грудня 1849 року Гейворд А. Гарві разом з дружиною переїхав в Сомервілл в штаті Нью-Джерсі, де він очолив дротяну фабрику, пов'язану з гвинтовою компанією того міста. 1850 року він повернувся до Нью-Йорка, де заснував власний дротовий завод. Завод так і не запрацював і Гарві влаштувався на роботу в «Harvey Steel and Iron Company», яку нещодавно організував його батько. Разом із батьком вони збудували в Східному Кейнені, (штат Коннектикут), поблизу міста Норфолк експериментальний чавунний завод «Wangum Iron Company». Там вони експериментували з технологією виробництва сталі безпосередньо з руди, знайденої у цій місцевості. Однак смерть генерала Гарві 1854 року завадила успіху цих двох компаній, і вони незабаром припинили свою діяльність.
Після смерті батька Гарві продовжив розробку його незавершених проєктів і започаткував нові напрямки діяльності. У механіці його розвиток йшов у напрямку створення автоматичних механізмів, машин та верстатів; у металургії — у напрямку ретельного експериментування з новими методами. Протягом перших десяти років його основна діяльність була пов'язана з «American Screw Company» у Провіденсі, штату Род-Айленд. Коли він зрозумів, що деякі гвинтові компанії порушують патенти його батька, він зібрав докази, які змусили керівництво двох компаній цього міста піти на компроміс. В результаті цього компромісу Гарві був включений до складу «American Screw Company», а компанія отримала монополію на американському ринку. Ця домовленість була порушена, коли 1863 року компанія звільнила його, як виявилося на власну шкоду. Бо за дуже короткий час він винайшов низку нових автоматичних верстатів для виготовлення шурупів, гвинтів та їх головок. Він був не лише видатним винахідником, але й завжди мав успіх у залученні капіталу до своїх підприємств, як завдяки оригінальності та цінності своїх винаходів, так і завдяки тому, що завжди мав ретельно розроблену та переконливу схему організації нової галузі. Він був досконало обізнаний з бізнесовою стороною тих галузей промисловості, які його цікавили. Залучивши кошти нью-йоркських бізнесменів 1865 року він створив нову гвинтову компанії «Continental Screw Company», яка мала повний цикл виробництва гвинтових виробів і успішно конкурувала з «American Screw Company». 1870 року він продав її «American Screw Company». Кілька років по тому Гарві ще надавав компанії «American Screw Company» консультаційні послуги, пізніше співпрацював із «Peru Steel», «Iron Company» і «Hart Manufacturing Company», певний час був їх директором.
Протягом усієї своєї кар'єри Гарві отримав 125 патентів. Він винайшов сінокосарку, сідло залізничних рейок, надзвичайно корисний так званий болт з периферійним захопленням (англ. peripheral grip bolt). Це був болт зі змінним кроком різьби, на який накручувалася звичайна гайка. Збивання різьби при закручуванні гайки міцно фіксувало її. 1874 року Гарві запатентував його, а 1876 року створив для виробництва цих болтів компанію «Harvey Manufacturing Company». Він також розробив техніку виробництва високоякісних виробів зі звичайних сталей; його компанії виготовляли такі предмети, як сталеві леза для бритви, штампи та пластини для зміцнення сейфів. Гарві досягнув успіху в створенні різних видів шайб для болтів. Найуспішнішою з них була спіральна ребриста шайба, яку виготовляла компанія «National Lock Washer Company».  Вже через півроку ця компанія приносила значні дивіденди і продовжувала залишатися прибутковою.

### Метод вальцювання шурупів, гвинтів

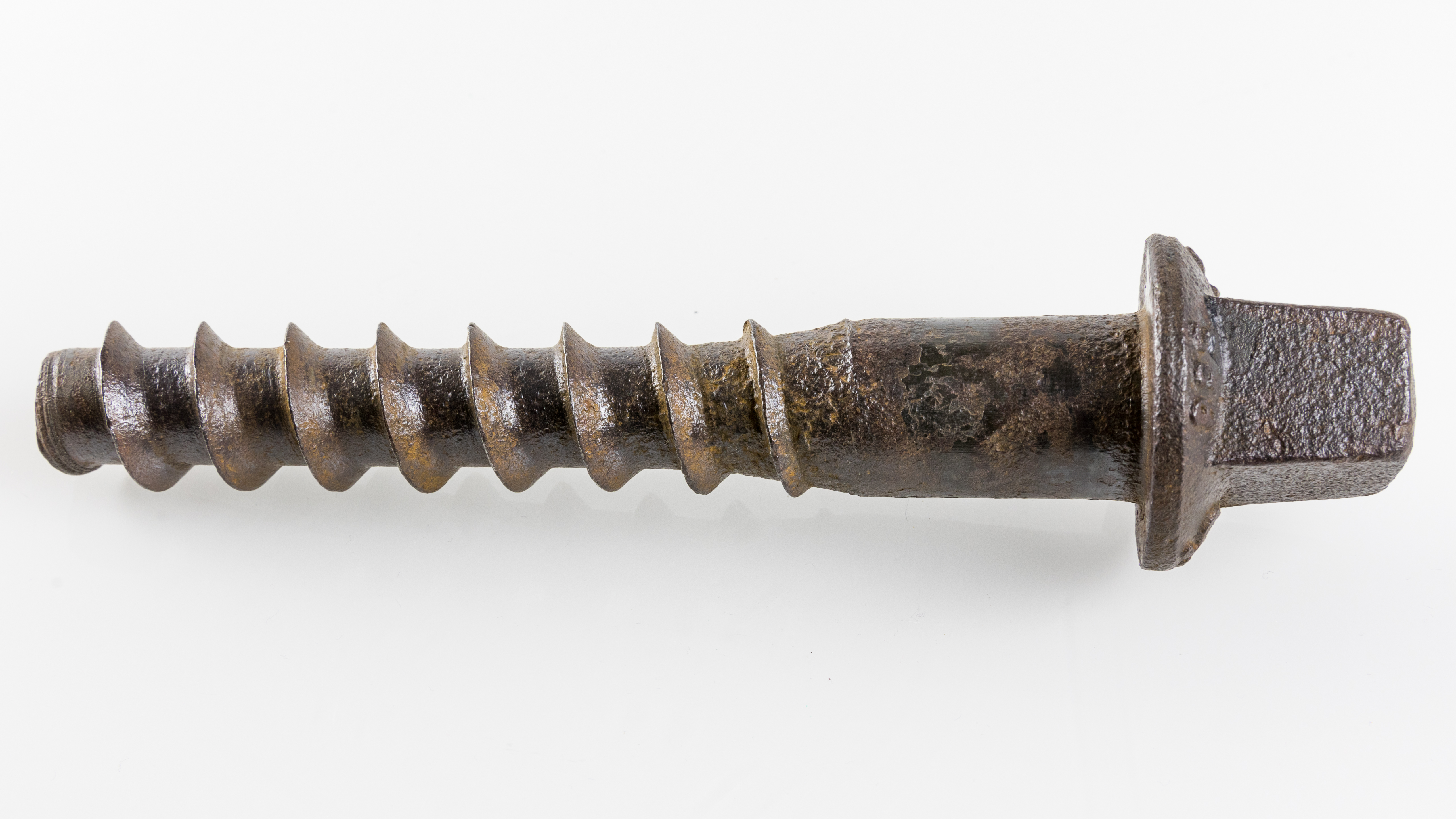
Гвинт кріплення сідла рейки

Одним з найважливіших винаходів Гейворда Гарві був метод вальцювання різі шурупів до дерева, який зробив їх дешевшими у виробництві й набагато міцнішими, ніж шурупи з нарізаною різзю. Досі всі гвинти виготовляли шляхом нарізання різі на заготовках гострим інструментом, зокрема, так працювали всі попередні різенарізні верстати батька та його власні. Гарві сконструював верстат для холодного вальцювання різі на конічній поверхні заготовки між двома різеформувальними матрицями-роликами, обертовою і нерухомою, кожна з яких мала на своїй поверхні рівчаки, які відповідали параметрам гвинтової різі виробу. Різь частково накочувалася, а частково витискалася з поверхні заготовки шляхом холодного деформування. Утворені шурупи мали гостре центральне вістря і легко вкручувалися в деревину. Цей метод забезпечував за рахунок холодної пластичної деформації сприятливо орієнтовану волокнисту структуру сталі, економив метал (практично без відходів металу), збільшував продуктивність (верстат виготовляв більше 140 шурупів за хвилину). Деформаційне зміцнення збільшувало границю текучості металу ниток різі, їх зносотривкість, витривалість гвинтів. Верстат Гарві був універсальний: він однаково добре нарізав різь на сталеві гвинти чи шурупи для дерева. Для виробництва шурупів 1881 року була організована компанія «Harvey Screw Company», яка невдовзі була об'єднана в «Harvey Screw and Bolt Company» й перейняла додатково виробництво болтів у компанії «Harvey Manufacturing Company». У цей час Гарві розробив низку верстатів з виготовлення гвинтів цим методом. Один із різенакочувальних верстатів Гарві отримав Золоту медаль на Міжнародній виставці винаходів у Лондоні. Різні компоненти верстату, технології, вироби стали предметом близько двадцяти п'яти американських патентів, підтверджених у Великій Британії та на європейському континенті. Проте, через внутрішні розбіжності компанія розпалася, а патенти на вироби й верстати були продані «American Screw Company» й англійській компанії «Nettlefolds». Цей фундаментальний винахід змінив технологію виготовлення гвинтів як у США, так і в Європі.

### Метод зміцнення сталевих виробів
Гейворд Гарві найбільш відомий завдяки своєму методу зміцнення сталевих броньових плит для військових кораблів, який використовувався більшістю провідних військово-морських держав того часу. У 1885—1886 роках винахідник проводив безліч експериментів з болтами і гайками, які виготовляв з маловуглецевої сталі, шукаючи способу поверхневого зміцнення різі гартуванням. Ці дослідження не дали позитивного результату щодо гвинтових виробів, але дозволили створити технологію виготовлення лез для бритв з дешевої бесемерівської сталі. Цією технологією зацікавилися кілька бізнесменів, які разом з Гарві 1886 року створили «Harvey Steel Company» з метою розроблення процесу перетворення низьковуглецевої сталі у високовуглецеву сталь шляхом поверхневого насичення вуглецем. 1887 року були отримані патенти на процес і в Джерсі-Сіті збудовані виробничі печі. Завод відразу розпочав виготовляти напилки та інші інструменти. 1889 року завод було перенесено до Ньюарка, де виробництво було розширене додатковими печами, ковальським й вальцювальним устаткуванням. За способом Гарві завод виготовляв значну номенклатуру виробів: пластини губок лещат, деталі велосипедів, кулі для рудодробарок, вальцювальні валки, пуансони й матриці. Хоча оброблення було успішним, але зростала вартість виробів, що зменшувало рентабельність виробництва. Тому 1892 року через низькі ціни та велику конкуренцію було припинено виробництво напилків та інших виробів.

### Гарвеїзація сталевих броньових плит

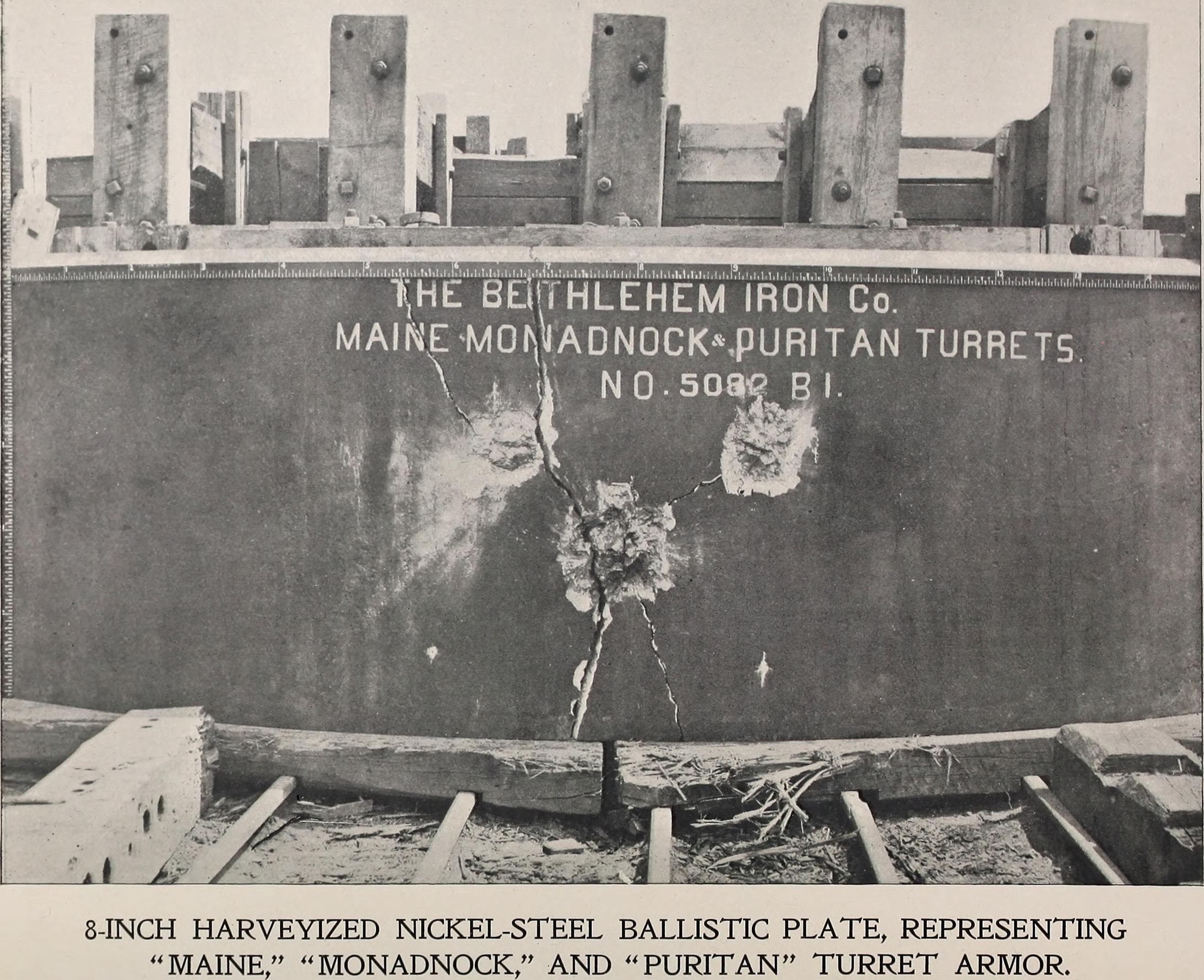
8-дюймова (200 мм) плита броні Гарві після балістичних випробувань (1894)

1889 року Гарві обробив за своїм способом сталеву пластину, щоб надати їй міцності до ударів, які могли б пробити її. Про успішні результати він повідомив військово-морському департаменту США в травні 1889 року, і на його прохання вони надали йому невелику плиту в шість дюймів завтовшки, яку він обробив за своїм способом. З неї розпочалася низка експериментів з наступними плитами та їх балістичними випробуваннями, що завершилося створенням нового процесу виготовлення броні, названого «Harveyizing» (гарвеїзація), а саму броню названо бронею Гарві. Успішні випробування, проведені військово-морським керівництвом, привели до угоди уряду Сполучених Штатів із  «Steel Company» на виготовлення бронезахисних плит Гарві для оснащення нових військових кораблів. Уряди Великої Британії, Франції, Іспанії, Росії, Данії та Японії  після контрольних випробувань також замовляли броню Гарві.
У ХІХ столітті єдиним відповідним матеріалом для виготовлення броньових плит, необхідних для виробництва військових кораблів, була сталь завдяки її здатності зміцнюватися гартуванням. До винаходу Гарві металурги не знали, як розв'язати проблему зміцнення масивних сталевих броньових плит. Міцність сталі залежить від вмісту вуглецю в ній: що більший вміст, то більша міцність. Звичайний метод термічного зміцнення — гартування масивних плит, яке вимагає швидкого охолодження з критичних температур нагрівання– не міг бути застосований для високовуглецевих чи, навіть, середньовуглецевих сталей через небезпеку утворення значних залишкових внутрішніх (власних) напружень і розтріскування. Тому виробники виготовляли броньові плити з менш схильної до розтріскування маловуглецевої сталі, яку гартували з «м'яким» (повільнішим, ніж у воді) охолодженням в оливі чи, навіть, розплаві свинцю. Звичайно, таке охолодження не забезпечувало утворення твердої мартенситної структури в поверхневому шарі плити, а, отже, й достатньої бронестійкості. Кількома експериментаторами були висловлені ідеї застосувати цементацію (карбюризацію), але не було запропоновано практичної реалізації, зокрема щодо швидкого охолодження плит під час гартування. Заслуга Гарві полягає в тому, що він запропонував повний технологічних процес поверхневого насичення вуглецем плит з маловуглецевої сталі й швидкого охолодження водою дифузійного високовуглецевого шару під час гартування. Сталеву плиту, лицева поверхня якої перебувала в тісному контакті з подрібненим деревним вугіллям, нагрівали й витримували протягом двох-трьох тижнів за високої температури (приблизно 1200 °C). У таких умовах атомарний вуглець з деревного вугілля адсорбувався лицевою поверхнею плити і дифундував в напрямку до осердя, змінюючи вміст вуглецю в дифузійному поверхневому шарі від 1,1 % на поверхні до його вмісту в сталі плити на глибині близько 1 дюйма від поверхні, де ефект навуглецювання зникав. Для охолодження під час гартування цементованих плит Гарві вдало використав метод, запатентований 1887 року в Англії Тресідером. Нагріту до температури гартування плиту охолоджували розпиленням тонких струменів води, що порівняно із зануренням виробу у воду забезпечує постійну подачу холодної води й дозволяє уникнути утворення в процесі охолодження прошарку пари між водою й поверхнею, який зменшує швидкість охолодження. У результаті такого оброблення плита мала поверхневий твердий шар високовуглецевого мартенситу, який плавно з міцним металургійним зв'язком переходив у м'якшу й пластичнішу основу маловуглецевої сталі. Розтріскуванню високоміцного й крихкого шару під час гартування протидіяла менш міцна, але в'язкіша основа, яка послаблювала внутрішні напруження, сприймала й гасила динамічні удари від снарядів. Приблизний елементний склад броні Гарві становив (мас. %): вуглецю — 0,20, манґану — 0,6, нікелю — 3,25-3,50.
Уперше процес Гарві був практично застосований 1890 року для оброблення 10,5-дюймових сталевих плит французької металургійної компанії Schneider-Creusot для оснащення військового корабля на Вашингтонській військово-морській корабельні (англ. Lake Washington Shipyard). Хоча на початку ХХ століття круппівська броня німецької компанії родини Круппів, яка вдосконалила процес Гарві, витіснила броню Гарві, його метод залишається фундаментальним відкриттям у зміцненні корабельної броні.
| Номер патенту | Назва патенту                                 | Дата видачі патенту    |
| ------------- | --------------------------------------------- | ---------------------- |
| 26492         | Сідло залізничних рейок                       | 20 грудня 1859 року    |
| 42474         | Завантажувальний пристрій гвинтової заготовки | 26 квітня 1864 року    |
| 42475         | Шурупи до дерева                              | 26 квітня 1864 року    |
| 44724         | Терпуг                                        | 18 жовтня 1864 року    |
| 51179         | Гвинтонарізний верстат                        | 28 листопада 1865 року |
| 63385         | Дротяна скоба                                 | 2 квітня 1867 року     |
| 66331         | Цвях                                          | 2 липня 1867 року      |
| 121050        | Удосконалення щіток                           | 21 листопада 1871 року |
| 154865        | Спосіб формування головок шурупів із вирізом  | 8 серпня 1874 року     |
| 204036        | Гвинти та гайки                               | 21 травня 1878 року    |
| 248165        | Верстат для нарізання гвинтової різі          | 11 жовтня 1881 року    |
| 251874        | Верстат для нарізання різі гвинтів або болтів | 3 січня 1882 року      |
| 272877        | Автоматичний гайконарізний верстат            | 27 лютого 1883 року    |
| 284633        | Верстат для вальцювання шурупів до дерева     | 11 вересня 1883 року   |
| 376194        | Процес оброблення маловуглецевої сталі        | 10 січня 1888 року     |
| 395899        | Залізничний костиль                           | 8 січня 1889 року      |
| 420557        | Верстат для виготовлення спіральних шайб      | 4 лютого 1890 року     |
| 460268        | Градієнтно загартована бронева плита          | 21 вересня 1891 року   |
| 498390        | Елементний склад суперкарбюризованої сталі    | 30 травня 1893 року    |
| 506689        | Виробництво сталевих рейок для залізниці      | 17 жовтня 1893 року    |

## Громадська діяльність
Гейворд А. Гарві завжди займав активну громадянську позицію: цікавився проблемами міста, жертвував час і кошти на благодійні вчинки, у ділових стосунках поважав партнерів й опонентів, брав активну участь у місцевому управлінні. Мешканці міста Орандж двічі у 1873 й 1879 роках обирали його членом Громадської ради міста, де він був тісно пов'язаний із запровадженням водопостачання та каналізації в місті, був одним із перших уповноважених з водних ресурсів міста. До Громадянської війни Гейворд Гарві був прихильником Демократичної партії. Після війни він підтримував Республіканську партію. Кілька років він був керівником хору в пресвітеріанській церкві у Нью-Йорку, протягом багатьох років — директором конгрегаційної церкви Трійці в Оранджі.
Помер Гейворд Августус Гарві у віці 69 років від тривалої ниркової хвороби вранці 28 серпня 1893 року в Оранджі. Похований на цвинтарі «Rosedale Cemetery»